# دولنی ریخنوو
دولنی ریخنوو (به چکی: Dolní Rychnov) یک منطقهٔ مسکونی در جمهوری چک است که در ناحیه سوکولوو واقع شده‌است. دولنی ریخنوو ۵٫۲۲ کیلومتر مربع مساحت و ۱٬۴۶۷ نفر جمعیت دارد و ۴۲۵ متر بالاتر از سطح دریا واقع شده‌است.